# EVA (Metal Gear)
 (octobre 2019).
Si vous disposez d'ouvrages ou d'articles de référence ou si vous connaissez des sites web de qualité traitant du thème abordé ici, merci de compléter l'article en donnant les références utiles à sa vérifiabilité et en les liant à la section « Notes et références ».
Pour les articles homonymes, voir EVA et Big Mamma (homonymie).
EVA (aussi appelée Tatyana, Tanya, Matka Pluku et Big Mama), est un personnage de jeu vidéo de la série Metal Gear. Elle apparaît dans Metal Gear Solid 3: Snake Eater, Metal Gear Solid: Portable Ops, Metal Gear Solid: Peace Walker et Metal Gear Solid 4: Guns of the Patriots.
EVA est une espionne ; elle apparaît sous la figure de la femme fatale.

## Biographie
EVA est née le 15 mai 1936 à Meridian, dans l'Idaho aux États-Unis. 
Enfant des Philosophes, une organisation secrète formé au début du XXe siècle, elle suit la formation d'espionne à la Charm School de The Boss et finit par rejoindre la deuxième division de l'Armée populaire de libération de Chine.
À l'été 1964, pendant la guerre froide, Eva infiltre Groznyj Grad, la forteresse russe du colonel Volgin du GRU. Sa mission consiste à récupérer l'Héritage des Philosophes, une importante somme d'argent amassée par l'organisation durant la Seconde Guerre mondiale et dont a illégitimement hérité Volgin. Elle se fait passer pour la maîtresse du scientifique Sokolov, créateur du Shagohod, et gagne l'entourage du colonel en usant de ses charmes. En parallèle, elle se sert d'un agent américain, Naked Snake (Big Boss), infiltré à Groznyj Grad dans le cadre de l'Opération Snake Eater, en se faisant passer pour un de ses contacts du KGB (organisation rivale du GRU) et ancienne décodeuse de la NSA. À la fin de l'opération, EVA et Snake passent la nuit ensemble. EVA disparaît au petit matin en lui volant le microfilm de l'Héritage (mais c'est un faux) et en laissant une bande magnétique où elle lui explique les dessous de l'Opération Snake Eater et le véritable rôle de The Boss, l'agent et mentor que Big Boss avait pour objectif de tuer sur place.
Poursuivie par la Chine, EVA disparaît en 1968, à Hanoï au Vietnam. Elle se reconvertit comme pilote indépendante de son propre avion de transport. 
Au début des années 1970, elle devient l'une des personnes fondatrices des Patriotes, avec Naked Snake, Sigint, Major Zero, Para-Medic et Revolver Ocelot. Cette organisation fut créée par Zero à l'image des Philosophes après en avoir récupéré tous les fonds.
EVA participe au projet : « Les Enfants Terribles » (en français dans le texte). Projet lancé en 1972 et ayant pour but de cloner Big Boss, considéré comme le meilleur soldat du monde à l'époque, pour obtenir des soldats parfaits. Les scientifiques ont ainsi pu obtenir après recherches les gènes caractérisants le soldat parfait. Un embryon de l'assistante japonaise du Dr. Clark a été fécondé avec l'ADN de Big Boss et transférés dans l'utérus d'EVA, qui se porta volontaire pour être la mère porteuse. Après plusieurs essais ratés ils réussissent enfin, huit clones ont été faits et seuls trois ont survécu officiellement : Solid Snake, Liquid Snake et Solidus Snake. Quand Big Boss prend ses distances avec l'organisation et Zero, EVA finit par se rallier à lui.
Plusieurs décennies plus tard, elle se réfugie en Europe de l'Est et fonde « Lost Paradise Army », un groupe de résistants anti-Patriotes. Elle prend le pseudonyme de Matka Pluku (Big Mamma). Après l'incident de Manhattan en 2009, elle s'associe à Raiden pour retrouver la dépouille de Big Boss, préservée dans le secret par les Patriotes. En retour, elle lui livre des informations sur l'emplacement de la petite Sunny. Quand en 2011 Raiden est fait prisonnier par les Patriotes, elle le fait libérer.
En 2014, elle rencontre Solid Snake mais meurt peu après dans ses bras, victime d'un virus, la nouvelle version de FoxDie, créé par les Patriotes.